# Capão Bonito
Capão Bonito este un oraș în São Paulo (SP), Brazilia.